# 1968-as magyar úszóbajnokság
Az 1968-as magyar úszóbajnokságot júliusban rendezték meg a Nemzeti Sportuszodában

## Eredmények

### Férfiak
| Versenyszám            | Arany                                                                 | Arany   | Ezüst                                                                 | Ezüst   | Bronz                                                              | Bronz   |
| ---------------------- | --------------------------------------------------------------------- | ------- | --------------------------------------------------------------------- | ------- | ------------------------------------------------------------------ | ------- |
| 100 m gyorsúszás       | Csatlós Csaba Egri Dózsa                                              | 55,4    | Kucsera Gábor Bp. Honvéd                                              | 55,4    | Dobai Gyula MTK                                                    | 55,9    |
| 200 m gyorsúszás       | Borlói Mátyás Ferencvárosi TC                                         | 2:02,7  | Csatlós Csaba Egri Dózsa                                              | 2:03,0  | Lázár Péter Ferencvárosi TC                                        | 2:03,3  |
| 400 m gyorsúszás       | Borlói Mátyás Ferencvárosi TC                                         | 4:25,2  | Kosztolánczy György Újpesti Dózsa                                     | 4:28,7  | Hevesi László Egri Dózsa                                           | 4:30,3  |
| 1500 m gyorsúszás      | Hevesi László Egri Dózsa                                              | 17:45,1 | Simándi Árpád MTK                                                     | 18:32,8 | Füleki András Ferencvárosi TC                                      | 19:13,0 |
| 100 m hátúszás         | Cseh László Bp. Építők                                                | 1:02,1  | Csikány József Ferencvárosi TC                                        | 1:03,2  | Berkecz József Ferencvárosi TC                                     | 1:07,4  |
| 200 m hátúszás         | Borlói Mátyás Ferencvárosi TC                                         | 2:16,5  | Berkecz József Ferencvárosi TC                                        | 2:25,4  | Erdélyi Ferenc BVSC                                                | 2:25,6  |
| 100 m mellúszás        | Szabó Sándor Bp. Spartacus                                            | 1:09,7  | Csinger Márton BVSC                                                   | 1:11,6  | Ali Csaba Egri Dózsa                                               | 1:12,3  |
| 200 m mellúszás        | Szabó Sándor Bp. Spartacus                                            | 2:37,0  | Szabó Tibor Egri Dózsa                                                | 2:37,7  | Kiricsi János Bp. Honvéd                                           | 2:42,2  |
| 100 m pillangóúszás    | Kosztolánczy György Újpesti Dózsa                                     | 1:02,6  | Szentirmay István BVSC                                                | 1:02,6  | Cseh László Bp. Építők                                             | 1:02,9  |
| 200 m pillangóúszás    | Ali Csaba Egri Dózsa                                                  | 2:17,2  | Csaba László Ferencvárosi TC                                          | 2:19,8  | Jávor Péter Újpesti Dózsa                                          | 2:20,6  |
| 200 m vegyes úszás     | Lázár Péter Ferencvárosi TC                                           | 2:17,1  | Ali Csaba Egri Dózsa                                                  | 2:18,2  | Szentirmay István BVSC                                             | 2:18,4  |
| 400 m vegyes úszás     | Lázár Péter Ferencvárosi TC                                           | 4:56,6  | Kosztolánczy György Újpesti Dózsa                                     | 5:01,7  | Becsei Béla Bp. Honvéd                                             | 5:10,5  |
| 4 × 100 m gyorsváltó   | Egri Dózsa Riskó Géza Kovács Bertalan Mártonffy Tamás Csatlós Csaba   | 3:45,4  | Ferencvárosi TC Borlói Mátyás Csaba László Csikány József Lázár Péter | 3:46,5  | Bp. Honvéd Kucsera Gábor Szendrő Kiricsi János Becsei Béla         | 3:49,6  |
| 4 × 200 m gyorsváltó   | Ferencvárosi TC Lázár Péter Csaba László Csikány József Borlói Mátyás | 8:20,2  | Egri Dózsa Riskó Géza Katona József Mártonffy Tamás Csatlós Csaba     | 8:21,0  | BVSC Koszó Ferenc Császári Attila Erdélyi Ferenc Szentirmay István | 8:46,8  |
| 4 × 100 m vegyes váltó | Ferencvárosi TC Csikány József Dávid Gyula Csaba László Lázár Péter   | 4:16,1  | BVSC                                                                  | 4:18,2  | Bp. Honvéd                                                         | 4:23,6  |

### Nők
| Versenyszám            | Arany                                                         | Arany   | Ezüst                                                                | Ezüst   | Bronz                                                                | Bronz   |
| ---------------------- | ------------------------------------------------------------- | ------- | -------------------------------------------------------------------- | ------- | -------------------------------------------------------------------- | ------- |
| 100 m gyorsúszás       | Turóczy Judit BVSC                                            | 1:00,6  | Gyarmati Andrea BVSC                                                 | 1:02,2  | Patóh Magda Bp. Spartacus                                            | 1:02,6  |
| 200 m gyorsúszás       | Turóczy Judit BVSC                                            | 2:15,1  | Szentesi Éva Bp. Honvéd                                              | 2:26,1  | Szekeres Újpesti Dózsa                                               | 2:26,9  |
| 400 m gyorsúszás       | Törzs Mária Újpesti Dózsa                                     | 5:11,1  | Fodor Judit Ferencvárosi TC                                          | 5:11,1  | Palotai Erzsébet Ferencvárosi TC                                     | 5:15,2  |
| 800 m gyorsúszás       | Fodor Judit Ferencvárosi TC                                   | 10:36,1 | Törzs Mária Újpesti Dózsa                                            | 10:44,2 | Kiss Zsuzsa Bp. Honvéd                                               | 10:54,4 |
| 100 m hátúszás         | Balla Mária Ferencvárosi TC                                   | 1:10,4  | Pók Edina Ferencvárosi TC                                            | 1:12,0  | Baranyi Judit Újpesti Dózsa                                          | 1:15,0  |
| 200 m hátúszás         | Pók Edina Ferencvárosi TC                                     | 2:40,2  | Baranyi Judit Újpesti Dózsa                                          | 2:41,0  | Horváth Emőke BVSC                                                   | 2:44,8  |
| 100 m mellúszás        | Kovács Edit BVSC                                              | 1:19,7  | Egerváry Márta Ferencvárosi TC                                       | 1:20,5  | Nádori Katalin BVSC                                                  | 1:22,0  |
| 200 m mellúszás        | Egerváry Márta Ferencvárosi TC                                | 2:54,5  | Virágh Éva Bp. Honvéd                                                | 2:59,0  | Ludányi Mária Újpesti Dózsa                                          | 3:00,0  |
| 100 m pillangóúszás    | Gyarmati Andrea BVSC                                          | 1:07,6  | Tóth Zsuzsannna Ferencvárosi TC                                      | 1:13,8  | Pöhm Irén Ferencvárosi TC                                            | 1:17,0  |
| 200 m pillangóúszás    | Gyarmati Andrea BVSC                                          | 2:34,6  | Tóth Zsuzsannna Ferencvárosi TC                                      | 2:50,2  | Zubonyai Katalin Bp. Spartacus                                       | 2:53,2  |
| 200 m vegyes úszás     | Turóczy Judit BVSC                                            | 2:30,5  | Egerváry Márta Ferencvárosi TC                                       | 2:35,9  | Gágyor Vera BVSC                                                     | 2:38,8  |
| 400 m vegyes úszás     | Egerváry Márta Ferencvárosi TC                                | 5:33,6  | Kaczander Ágnes Bp. Építők                                           | 5:47,7  | Tóth Margit Békéscsabai Kötöttárugyár                                | 5:48,7  |
| 4 × 100 m gyorsváltó   | BVSC Kovács Edit Gágyor Vera Gyarmati Andrea Turóczy Judit    | 4:15,6  | Újpesti Dózsa Szekeres Korényi Olga Törzs Mária Baranyi Judit        | 4:28,0  | Ferencvárosi TC Palotai Erzsébet Egerváry Márta Ardai Évai Pók Edina | 4:30,6  |
| 4 × 100 m vegyes váltó | BVSC Gyarmati Andrea Kovács Edit Nádori Katalin Turóczy Judit | 4:40,7  | Ferencvárosi TC Balla Mária Egerváry Márta Tóth Zsuzsannna Pók Edina | 4:50,3  | Újpesti Dózsa Korényi Olga Ludányi Mária Gerbán Zsuzsa Baranyi Judit | 5:05,4  |